# Amerykański gangster
Amerykański gangster (ang. American Gangster) – amerykański dramat kryminalny z 2007 roku w reżyserii Ridleya Scotta, oparty na motywach z życia amerykańskiego handlarza narkotykami Franka Lucasa i artykule Marka Jacobsona The Return of Superfly.

## Fabuła
Kiedy nagle umiera szef gangu czarnoskórych, jego cichy i uległy kierowca Frank Lucas ujawnia swoje ambicje i z czasem staje na czele narkotykowo-mafijnego imperium, importującego heroinę z Azji Południowo-Wschodniej do nowojorskiego Harlemu.

## Obsada
- Denzel Washington jako Frank Lucas
- Russell Crowe jako detektyw Richie Roberts
- Chiwetel Ejiofor jako Huey Lucas
- Josh Brolin jako detektyw Trupo
- Cuba Gooding Jr. jako Nicky Barnes
- Lymari Nadal jako Eva
- Ted Levine jako Lou Toback
- Armand Assante jako Dominic Cattano
- John Hawkes jako detektyw Freddy Spearman
- John Ortiz jako detektyw Javier J. Rivera
- RZA jako detektyw Moses Jones
- Common jako Turner Lucas
- T.I. jako Stevie Lucas
- Yul Vazquez jako Alfonse Abruzzo
- Ruby Dee jako mama Lucasa
- Idris Elba jako Tango
- Jon Polito jako Rossi
- Carla Gugino jako Laurie Roberts
- Joe Morton jako Charlie Williams
- Ruben Santiago-Hudson jako Doc
- Roger Guenveur Smith jako Nate
- Al Santos jako mechanik
- Kevin Corrigan jako Campizi
- Norman Reedus jako detektyw Norman Reilly
- Clarence Williams III jako Bumpy Johnson

## Produkcja
Zdjęcia kręcono w Nowym Jorku, Morristown (New Jersey) oraz w Chiang Mai w Tajlandii.